# Товщиномір
Товщиномір — прилад для вимірювання товщини матеріалів. Залежно від об'єкта і способу вимірювань, в основі роботи товщиноміра можуть лежати різні фізичні принципи. Відповідно сфери можливих застосувань товщиномірів є різноманітними.

## Класифікація
Найпростішим критерієм класифікації товщиномірів є наявність одно- чи двохстороннього доступу до об'єкту вимірювань.
Іншим критерієм є фізичний принцип вимірювань. Ще одним критерієм, за яким можна класифікувати методи вимірювання товщини — це тип вимірювань: руйнівний чи неруйнівний. За цими критеріями товщиноміри можна поділити на:
- Ультразвукові
- Вихорострумові
- Магнітні
- Електромагнітні
- Механічні
- Радіоізотопні
- Лазерні

Найпопулярнішими і найчастіше вживаними товщиномірами в будь-якій галузі є механічний, магнітний, вихорострумовий та ультразвуковий.

## Механічні товщиноміри

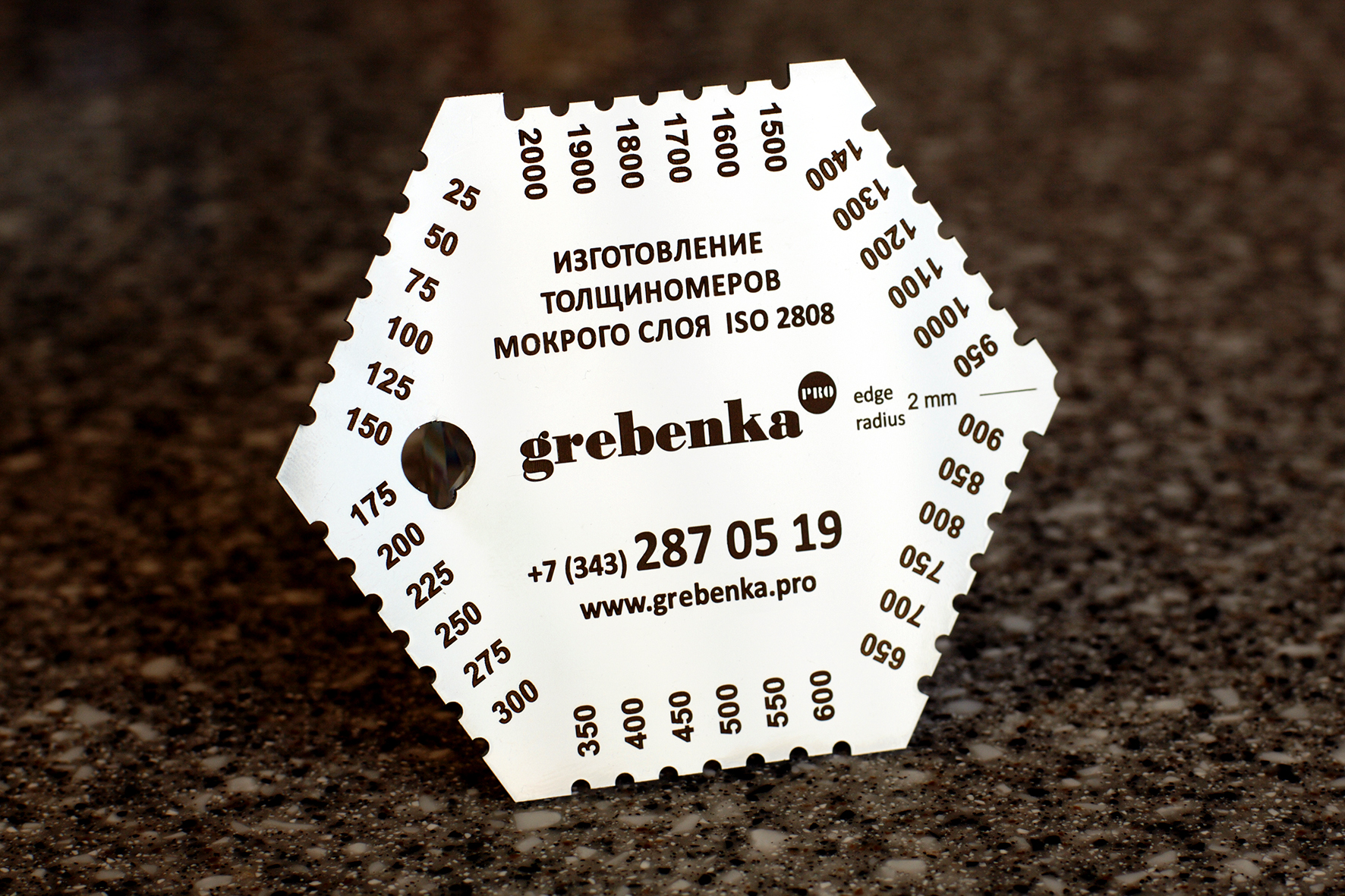
Товщиномір-гребінка

Механічний товщиномір — це прилад, що застосовується при наявності двохстороннього доступу до деталі. При цьому одна зі сторін деталі умовно береться за нуль, а друга сторона віддалена від неї на певну відстань — товщину деталі. Для вимірювань товщини м'яких матеріалів і отримання достовірних відтворюваних результатів механічні товщиноміри можуть мати строго задане зусилля, що прикладається для фіксації деталі.
Гребінки та колеса — товщиноміри, вживані у лакофарбовій промисловості для вимірювання товщини мокрого шару. При цьому гребінку чи колесо поміщають на пофарбовану поверхню та притискують до появи контакту з основою. Посередині між опорними точками ці прилади мають відмітки, що розташовані на певній висоті від лінії поверхні фарбованої деталі. Точка, що має мінімальну висоту і при цьому не дотикається до поверхні фарби, свідчить про товщину нанесеного покриття.

## Руйнівні і неруйнівні товщиноміри
Для вимірювання товщини захисних покриттів (провідних чи непровідних) на магнітних (наприклад, чорні метали) чи немагнітних (наприклад, кольорові метали, деякі сорти сталей) підкладках застосовуються спеціальні товщиноміри покриттів неруйнівного типу. Прикладом подібних завдань є вимірювання товщини фарби на металі або товщини хромування на якомусь виробі. Залежно від типу основи, на котру нанесене покриття, змінюється базовий фізичний принцип, що лежить в основі вимірювань. Якщо метал-підкладка феромагнітний, то метод вимірювання — магнітна індукція, якщо ж підкладка не феромагнітна, то метод вимірювання — вихорові струми. Подібні методи накладають обмеження на можливі комбінації матеріалів підкладка-покриття. Метод магнітної індукції дає змогу виміряти товщину немагнітних матеріалів (у тому числі провідних) на феромагнітній підкладці. Метод вихрових струмів дає змогу виміряти товщину непровідних матеріалів на неферомагнітній підкладці. Товщиноміри можуть мати як вбудований, так і виносний на кабелі вимірювальний датчик. При вимірюванні товщини покриттів подібними приладами важливо забезпечити щільний контакт серцевини датчика з поверхнею, що має невеликий показних середньої шорсткості.
Крім згаданих вище товщиномірів, є товщиноміри покриттів руйнівного типу. Принцип вимірювання дуже простий — лезо, що має певний кут заточки, врізається в поверхню і знімає певний шар. За допомогою вимірювального мікроскопа фіксується довжина подряпини між верхньою і нижньою границею покриття. Знаючи кут нахилу клина, а також довжину гіпотенузи трикутника, за теоремою синусів обчислюється довжина катету — товщина покриття.

## Ультразвукові товщиноміри
Ультразвукові товщиноміри найчастіше застосовують в промисловості для вимірювання товщини металевих об'єктів при односторонньому доступі до них (товщина труб, резервуарів під тиском тощо). Оскільки в основі цього методу вимірювань лежить обчислення часу, який акустична хвиля «витрачає» на проходження товщі матеріалу та відбивання від границі розділу середовищ (це може бути дефект у матеріалі, задня стінка, поверхня), стає очевидним, що таким чином вдається поміряти товщину матеріалів, котрі є провідним середовищем для акустичних коливань. Ще одним обмеженням, що накладається на застосування ультразвукових перетворювачів, є ступінь обробки поверхні. Для того, щоб ввести коливання в середовище, потрібен хороший контакт. Для забезпечення такого контакту застосовуються спеціальні рідини, які є хорошими провідниками. Вода й олія також годяться для цього. Але разом з тим середній радіус шорсткості поверхні повинен бути якнайменшим. Сучасні ультразвукові товщиноміри працюють у діапазоні частот хвиль до кількох мегагерців. П'єзоелектричний ефект (виникнення різниці потенціалів пропорційної деформації кристалу) лежить в основі генерування акустичних коливань.